# Tranosema nigricans
Tranosema nigricans är en stekelart som beskrevs av Setsuya Momoi 1968. Tranosema nigricans ingår i släktet Tranosema och familjen brokparasitsteklar. Inga underarter finns listade i Catalogue of Life.